# Los ojos de la calle
Los ojos de la calle es el primer álbum de Boikot, sacado a la venta en el año 1990 y producido por Mariano García. Fue publicado por el sello discográfico Barrabás, y reeditado posteriormente por Boa Music. El estilo de música es punk-rock, constituido por ritmos veloces.

## Lista de canciones
1. "Esperando en el Metro"
2. "La Noche Más Larga"
3. "Sin Pena ni Gloria"
4. "Carretera"
5. "Los Ojos de la Calle"
6. "Carne de Alquiler"
7. "La Mosca (Lágrimas Amargas)"
8. "Fuera del Círculo"
9. "El Blues del Desheredado"
10. "Tal Vez"

## Formación
- Juan Carlos Cortes "Ronko": Voz
- Alberto Pla: Guitarra
- Pedro Tirado: Guitarra y coros
- Xabi Flores: Batería
- Juan Carlos Cabano: Bajo y coros

- Datos: Q5647408